# Jan Chvojka
Jan Chvojka (* 17. prosince 1980 Hlinsko) je český právník a politik SOCDEM, od prosince 2016 do prosince 2017 ministr bez portfeje, který měl na starosti lidská práva a rovné příležitosti a zároveň předseda Legislativní rady vlády v Sobotkově vládě, v letech 2010 až 2021 poslanec za Českou stranu sociálně demokratickou a v letech 2016 až 2020 a opět od roku 2024 zastupitel Pardubického kraje. V letech 2014 až 2016 byl také zastupitelem města Chrudimi, mandátu se ale vzdal po jmenování ministrem bez portfeje. V letech 2017 až 2021 byl předsedou Poslaneckého klubu ČSSD.

## Život
V letech 1995 až 1999 vystudoval Gymnázium K. V. Raise v Hlinsku. Následně v letech 1999 až 2004 absolvoval právo na Právnické fakultě Masarykovy univerzity (získal titul Mgr.). Následně na Právnické fakultě Univerzity Karlovy v Praze úspěšně absolvoval rigorózní řízení a v roce 2009 získal titul JUDr. (závěrečná práce se jmenovala "Právní úprava sociálního pojištění a koncepce dalšího vývoje").
Pracoval jako právník na Odboru strategického rozvoje kraje a evropských fondů Krajského úřadu Pardubického kraje.

## Politické působení
V roce 2007 se stal členem České strany sociálně demokratické (od roku 2023 Sociální demokracie). V komunálních volbách v roce 2014 byl za ČSSD zvolen zastupitelem města Chrudimi a v krajských volbách v roce 2016 pak za téže stranu zastupitelem Pardubického kraje. V krajských volbách v roce 2020 sice mandát krajského zastupitele obhajoval, ale neuspěl.
Poslancem Poslanecké sněmovny Parlamentu České republiky byl zvolen ve volbách do Poslanecké sněmovny PČR v roce 2010 v Pardubickém kraji z 19. místa kandidátky. Ve volbách do Poslanecké sněmovny PČR v roce 2013 byl opět zvolen.
V roce 2015 na sebe upozornil, když podal stížnost Radě pro rozhlasové a televizní vysílání na přímý přenos z předávání cen ankety Český slavík 2015 na TV Nova, neboť považoval za problematické poskytnutí prostoru skupině Ortel, která dle jeho názoru podporuje xenofobii, antisemitismus a obecně nesnášenlivost. Rada nicméně neshledala účast kapely Ortel za nezákonnou. V lednu 2016 zveřejnili hackeři z neonacistického webu White Media soukromé e-maily Jana Chvojky, přičemž čin označili jako odplatu za jeho stížnost na vystoupení nacionalistické skupiny Ortel.
Po z hlediska ČSSD neúspěšných krajských a senátních volbách v roce 2016 oznámil dne 11. listopadu 2016 premiér Bohuslav Sobotka, že Chvojka nahradí na postu ministra pro lidská práva a rovné příležitosti ČR Jiřího Dienstbiera ml. Prezident Miloš Zeman jej do funkce jmenoval 30. listopadu 2016, a to s účinností od následujícího dne.
Ve volbách do Poslanecké sněmovny PČR v roce 2017 byl lídrem ČSSD v Pardubickém kraji. Získal 1 860 preferenčních hlasů a obhájil tak mandát poslance. Dne 27. října 2017 byl zvolen novým předsedou Poslaneckého klubu ČSSD. Ve funkci ministra pro lidská práva a rovné příležitosti ČR a předseda Legislativní rady vlády setrval do 13. prosince 2017.
V komunálních volbách v roce 2018 kandidoval do Zastupitelstva města Chrudim na posledním 27. místě kandidátky ČSSD, ale neuspěl.
Poté, co se 5. prosince 2018 sněmovně o jeden hlas nepodařilo přehlasovat senátní zamítnutí vládní novely, podle které mělo být dáno vládě k dispozici 22 miliard Kč z Fondu privatizace, předseda poslaneckého klubu KSČM Pavel Kováčik hlasování zpochybnil s tím, že mu „nefungovalo hlasovací zařízení, kam mi pan soused kolega Chvojka neidentifikovatelnou tekutinou způsobil nefunkčnost.“ Předseda poslaneckého klubu ČSSD Jan Chvojka jeho verzi potvrdil slovy: „Je to pravda. Já jsem už asi podesáté za toto volební období bohužel nalil kolegovi předsedovi Kováčikovi kafe na jeho stranu lavice, tentokrát do hlasovacího zařízení. Omlouvám se mu za to.“
Ve volbách do Poslanecké sněmovny PČR v roce 2021 kandidoval na 4. místě za ČSSD v Pardubickém kraji, ale stejně jako celá strana neuspěl. V říjnu 2021 mu zároveň vypršel mandát předsedy Poslaneckého klubu ČSSD, který zároveň zanikl.
V krajských volbách v září 2024 byl zvolen z pozice člena SOCDEM zastupitelem Pardubického kraje na kandidátce subjektu „3PK – Pro prosperující Pardubický kraj“ (tj. SOCDEM, hnutí SproK a hnutí VČ).